# Weitbruch
Weitbruch is een gemeente in het Franse departement Bas-Rhin in de regio Grand Est. De gemeente telde 2.721 inwoners op 1 januari 2022.

## Geschiedenis
De gemeente maakte voor 2015 deel uit van het arrondissement en kanton Haguenau. Op 1 januari van dat jaar fuseerde het arrondissement met het arrondissement Wissembourg tot het arrondissement Haguenau-Wissembourg. Toen het kanton op 22 maart 2015 werd opgeheven werden Weitbruch opgenomen in het kanton Brumath.

## Geografie
De oppervlakte van Weitbruch bedraagt 15,11 vierkante kilometer; Op 1 januari 2022 was de bevolkingsdichtheid 180,1 inwoners per km².

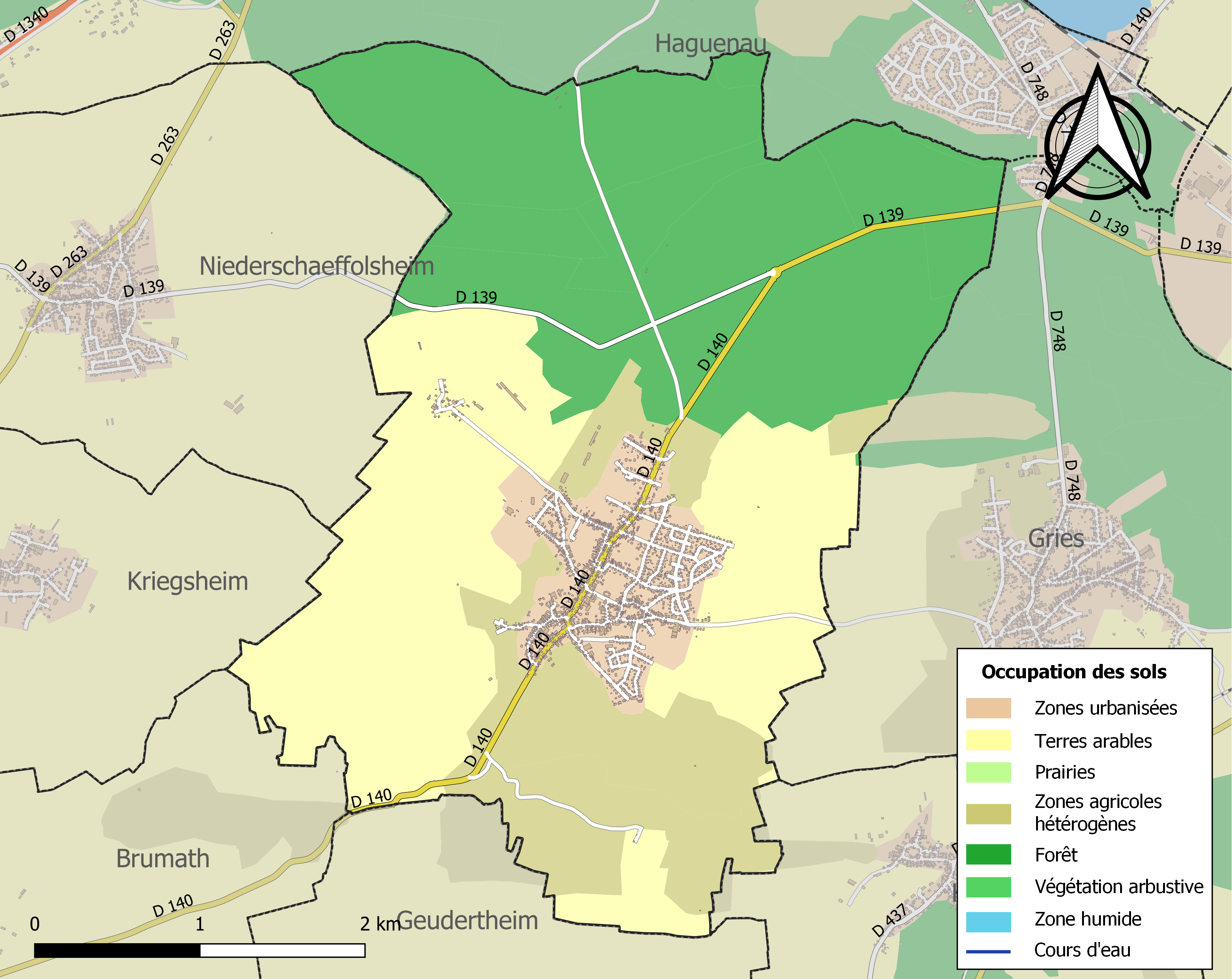
Kaart van de gemeente met de belangrijkste infrastructuur, bodemgebruik en omliggende gemeenten

## Demografie
Onderstaande figuur toont het verloop van het inwonertal.